# Sayuki Ouchi
Sayuki Ouchi –en japonés, 大内紗雪, Ouchi Sayuki– (5 de enero de 2002) es una deportista japonesa que compitió en natación. Ganó una medalla de bronce en el Campeonato Mundial de Natación en Piscina Corta de 2016, en la prueba de 4 × 50 m estilos mixto.

## Palmarés internacional
| Campeonato Mundial en Piscina Corta | Campeonato Mundial en Piscina Corta | Campeonato Mundial en Piscina Corta | Campeonato Mundial en Piscina Corta |
| Año                                 | Lugar                               | Medalla                             | Prueba                              |
| ----------------------------------- | ----------------------------------- | ----------------------------------- | ----------------------------------- |
| 2016                                | Windsor (Canadá)                    | Medalla de bronce                   | 4 × 50 m estilos mixto              |